# Jeux paralympiques d'hiver de 2014
Les Jeux paralympiques d'hiver de 2014, officiellement appelés les XIe Jeux paralympiques d'hiver, se sont déroulés du 7 au 16 mars 2014 à Sotchi, dans le Caucase en Russie.
C'est la première fois que les Jeux paralympiques se tenaient en Russie. Ces Jeux ont introduit le para-snowboarding.

## Sélection des villes
Le 25 juillet 2005, à la date limite de l'envoi des candidatures, sept villes se déclarent candidates à l'organisation des Jeux olympiques et paralympiques de 2014 : Almaty (Kazakhstan), Borjomi (Géorgie), Jaca (Espagne), Pyeongchang (Corée du Sud), Salzbourg (Autriche), Sofia (Bulgarie) et Sotchi (Russie).
Le 22 juin 2006, le Comité international olympique annonce les trois villes finalistes après évaluation de toutes les candidatures : Pyeongchang, Salzbourg et Sotchi.
Le vote définitif a eu lieu le 4 juillet 2007 à Guatemala, vote au terme duquel le CIO désigne la ville hôte en deux tours :
| Sotchi      | Russie       | 34 | 51 |
| Pyeongchang | Corée du Sud | 36 | 47 |
| Salzbourg   | Autriche     | 25 | -  |

## Organisation
Le Sochi 2014 Olympic and Paralympic Organizing Committee (SOOC) est chargé de l'organisation de ces Jeux.
Plusieurs grands sportifs russes sont ambassadeurs et membres du comité d'organisation des jeux paralympiques de 2014, parmi lesquels Evgeni Plushenko, Irina Sloutskaïa, Aleksandr Ovetchkine ou encore Tatiana Navka.

### Mascottes
La sélection des mascottes des Jeux paralympiques 2014 a été faite à l'issue de l'émission de télévision « Talismaniya Sochi 2014 – The Final » le 26 février 2011. Le flocon de neige et le rayon de soleil ont été choisis comme mascottes des Jeux paralympiques par un jury composé de paralympiens.
Le garçon de feu et la fille de neige viennent de différentes planètes. Le garçon de feu vient d'une planète où il fait toujours chaud, alors que la fille de neige est venue sur terre sur une comète de glace. Elle ressemble à un flocon de neige, alors qu'il a les cheveux qui ressemblent à du feu.

## Constructions sportives
Les jeux se passeront dans deux sites :
- le complexe côtier qui comprend le parc olympique de Sotchi situé dans le quartier (raïon) d'Adler ;
- le complexe de montagne à Krasnaïa Poliana (Красная Поляна en russe, ce qui signifie « la clairière rouge »), station de ski située à 60 km du centre-ville de Sotchi et à 40 km d'Adler.

### Le parc olympique
Le parc olympique de Sotchi sera installé à Adler sur la côte de la mer Noire.
Sont prévus :
- l'Arène de glace Chaïba, aussi pour le hockey, prévue pour 7 000 spectateurs ;
- le Centre de curling Ice Cube, une arène de curling pour 3 000 spectateurs ;
- le Stade olympique Ficht d'une capacité de 47 500 spectateurs ;
- un village olympique Usadba ("propriété résidentielle" en russe).

Disposition des installations sportives du complexe côtier.

### Krasnaïa Poliana
Sont prévus :
- le complexe « Laura » pour le biathlon et le ski, 20 000 spectateurs ;
- le complexe « Rosa Khutor » pour le ski alpin et le snowboard, 18 000 spectateurs ; l'originalité de ce complexe étant l'arrivée commune à toutes les disciplines de ski alpin et le stockage d'un demi million de m3 de neige[5], Sotchi étant réputée pour la douceur[6] de son climat subtropical[7] ;
- un village olympique
- le lieu d'hébergement des journalistes à Gornaïa Karoussel.

## Nations participantes
Les nations suivantes ont confirmé leur participation à ces Jeux paralympiques, ce qui porte à quarante-cinq les pays représentés.
Le Brésil, la Turquie et l'Ouzbékistan, qui participent aux Jeux paralympiques d'été respectivement depuis 1972, 1992 et 2004, participent pour la première fois aux Jeux d'hiver.
Le skieur sud-africain Bruce Warner, seul représentant de l'Afrique aux Jeux d'hiver de 1998, 2002, 2006 et 2010, ne participe pas aux Jeux de Sotchi. La Hongrie s'absente également de la compétition.
| Afrique | Amérique                                                                               | Asie | Europe | Océanie                                 |
| ------- | -------------------------------------------------------------------------------------- | --- | --- | --------------------------------------- |
| aucune  | - Argentine (3) - Brésil (2) - Canada (49) - Chili (2) - États-Unis (80) - Mexique (1) | - Chine (10) - Corée du Sud (27) - Iran (1) - Japon (19) - Kazakhstan (5) - Mongolie (1) - Ouzbékistan (2) | - Allemagne (15) - Andorre (1) - Arménie (1) - Autriche (13) - Belgique (2) - Biélorussie (10) - Bosnie-Herzégovine (2) - Bulgarie (2) - Croatie (2) - Danemark (2) - Espagne (9) - Finlande (14) - France (14) - Grande-Bretagne (15) - Grèce (1) - Islande (2) - Italie (35) - Norvège (31) - Pays-Bas (7) - Pologne (8) - République tchèque (18) - Roumanie (1) - Russie (80) (hôte) - Serbie (1) - Slovaquie (18) - Slovénie (1) - Suède (20) - Suisse (9) - Turquie (2) - Ukraine (23) | - Australie (11) - Nouvelle-Zélande (3) |
| 0 pays  | 6 pays                                                                                 | 7 pays | 30 pays | 2 pays                                  |

## Compétition

### Sports au programme
Cinq sports sont au programme de ces Jeux paralympiques :
| Nombre d'épreuves           | Hommes | Femmes | Mixtes | Total |
| --------------------------- | ------ | ------ | ------ | ----- |
| Biathlon                    | 9      | 9      |        | 18    |
| Curling en fauteuil roulant |        |        | 1      | 1     |
| Hockey sur luge             | 1      |        |        | 1     |
| Ski alpin                   | 16     | 16     |        | 32    |
| Ski de fond                 | 9      | 9      | 2      | 20    |
| Total (5 sports)            | 35     | 34     | 3      | 72    |

### Catégories
- Le curling se pratique en fauteuil roulant, par équipes de quatre et mixtes. Il n'y a pas de catégorisation précise.
- Le hockey sur luge concerne les athlètes handicapés de la partie inférieure du corps. Il n'y a pas de catégorisation précise. Les équipes peuvent être mixtes, cependant ce n'est pas une obligation.
- Pour les épreuves de ski alpin ou de ski nordique (biathlon et ski de fond), les catégories sont les suivantes :
  - Malvoyants
  - Debout
  - Assis

Pour sa première apparition aux Jeux paralympiques, le snowboard sera réservé aux athlètes handicapés des membres inférieurs et concourant debout. Deux podiums seront en jeu : un pour les hommes, et un pour les femmes. Ce seront des épreuves de descente (vitesse), formellement catégorisées comme faisant partie des épreuves de ski alpin.

### Calendrier
Le programme n'est pas définitif.
|  | Cérémonies |  | Jour de compétition |  | Jour de finale | 4 | Nombre de finales |

| Calendrier général des Jeux paralympiques de 2014 | Calendrier général des Jeux paralympiques de 2014 | Calendrier général des Jeux paralympiques de 2014 | Calendrier général des Jeux paralympiques de 2014 | Calendrier général des Jeux paralympiques de 2014 | Calendrier général des Jeux paralympiques de 2014 | Calendrier général des Jeux paralympiques de 2014 | Calendrier général des Jeux paralympiques de 2014 | Calendrier général des Jeux paralympiques de 2014 | Calendrier général des Jeux paralympiques de 2014 | Calendrier général des Jeux paralympiques de 2014 | Calendrier général des Jeux paralympiques de 2014 | Calendrier général des Jeux paralympiques de 2014 |
| Mars 2014                                         | Mars 2014                                         | Mars 2014                                         | 7                                                 | 8                                                 | 9                                                 | 10                                                | 11                                                | 12                                                | 13                                                | 14                                                | 15                                                | 16                                                |
| ------------------------------------------------- | ------------------------------------------------- | ------------------------------------------------- | ------------------------------------------------- | ------------------------------------------------- | ------------------------------------------------- | ------------------------------------------------- | ------------------------------------------------- | ------------------------------------------------- | ------------------------------------------------- | ------------------------------------------------- | ------------------------------------------------- | ------------------------------------------------- |
| Cérémonies                                        | Cérémonies                                        | Logo IPC                                          | O                                                 |                                                   |                                                   |                                                   |                                                   |                                                   |                                                   |                                                   |                                                   | C                                                 |
| Biathlon                                          | Biathlon                                          | Pictogramme Biathlon                              |                                                   | 6                                                 |                                                   |                                                   | 6                                                 |                                                   |                                                   | 6                                                 |                                                   |                                                   |
| Curling                                           | Curling                                           | Pictogramme Curling                               |                                                   |                                                   |                                                   |                                                   |                                                   |                                                   |                                                   |                                                   | 1                                                 |                                                   |
| Hockey sur luge                                   | Hockey sur luge                                   | Pictogramme Hockey sur luge                       |                                                   |                                                   |                                                   |                                                   |                                                   |                                                   |                                                   |                                                   | 1                                                 |                                                   |
| Ski alpin                                         | Ski alpin                                         | Pictogramme Ski alpin                             |                                                   | 6                                                 | 3                                                 | 3                                                 |                                                   | 3                                                 | 3                                                 | 8                                                 | 3                                                 | 3                                                 |
| Ski de fond                                       | Ski de fond                                       | Pictogramme Ski de fond                           |                                                   |                                                   | 2                                                 | 4                                                 |                                                   | 6                                                 |                                                   |                                                   | 2                                                 | 6                                                 |
| Mars 2014                                         | Mars 2014                                         | Mars 2014                                         | 7                                                 | 8                                                 | 9                                                 | 10                                                | 11                                                | 12                                                | 13                                                | 14                                                | 15                                                | 16                                                |

## Tableau des médailles
Les dix premières nations au classement des médailles de leurs athlètes sont :
- Pays organisateur ( Russie)

| Rang | Nation          | Or | Argent | Bronze | Total |
| ---- | --------------- | -- | ------ | ------ | ----- |
| 1    | Russie          | 30 | 28     | 22     | 80    |
| 2    | Allemagne       | 9  | 5      | 1      | 15    |
| 3    | Canada          | 7  | 2      | 7      | 16    |
| 4    | Ukraine         | 5  | 9      | 11     | 25    |
| 5    | France          | 5  | 3      | 4      | 12    |
| 6    | Slovaquie       | 3  | 2      | 2      | 7     |
| 7    | Japon           | 3  | 1      | 2      | 6     |
| 8    | États-Unis      | 2  | 7      | 9      | 18    |
| 9    | Autriche        | 2  | 5      | 4      | 11    |
| 10   | Grande-Bretagne | 1  | 3      | 2      | 6     |

## Événements marquants
- La Russie obtient 80 médailles, un record. Le Russe Roman Petushkov remporte six médailles d'or (en ski nordique, catégorie assise) ; aucun athlète n'avait jamais remporté autant de titres en une seule édition des Jeux d'hiver[13].
- Le Canadien Brian McKeever (ski nordique, déficient visuel) est l'une des figures marquantes de ces Jeux. Malgré une chute lors du sprint sur un kilomètre, il rattrape ses adversaires pour remporter l'or (avec son guide Graham Nishikawa), avant de remporter également l'épreuve du 10 km[13].
- Le Royaume-Uni obtient sa première médaille d'or aux Jeux d'hiver, grâce à la skieuse malvoyante Kelly Gallagher en ski alpin[13].
- Les équipes russe et américaine s'affrontent deux fois en hockey. Les Russes battent les Américains 2-1 en match de poule, mais les rencontrent à nouveau en finale et s'y inclinent 0-1[13].

## Crise russo-ukrainienne
Les Jeux de Sotchi se déroulent dans un contexte de crise politique en Ukraine, ainsi que de grande tension diplomatique entre ce pays et le pays hôte, la Russie. Le 19 février, en plein pendant les Jeux olympiques précédant les Paralympiques, une insurrection avait été éclatée en Ukraine à l'encontre du président pro-russe Viktor Ianoukovitch ; « les affrontements entre forces de l'ordre et manifestants font plus de 80 morts ». Ianoukovitch, contraint à la fuite, est destitué par le Parlement le 22 février, mais ne reconnaît pas sa destitution ; la Russie, quant à elle, ne reconnaît pas non plus le nouveau gouvernement intérimaire ukrainien. Des athlètes olympiques ukrainiens quittent alors Sotchi, boycottant la fin des Jeux. Fin février, la Russie renforce sa présence militaire en Crimée, région du sud de l'Ukraine où les Russes disposent d'une base navale depuis le XVIIIe siècle. Des Ukrainiens pro-russes prennent le pouvoir en Crimée et demandent l'aide de la Russie, amenant Le Monde à estimer le 1er mars (six jours avant le début des Paralympiques) que « l'Etat ukrainien semble avoir perdu sa souveraineté en Crimée, avec la complicité de la Russie ».
Début mars, les États occidentaux (États-Unis, France, Allemagne, Royaume-Uni, Canada) dénoncent une situation « grave » et exhortent la Russie à respecter la souveraineté de l'Ukraine. Le Comité international paralympique, pour sa part, publie la déclaration suivante : « Nous espérons qu'une résolution paisible puisse être trouvée, dans l'esprit de la trêve olympique, qui depuis 2006 couvre également les Jeux paralympiques ».
Le 2 mars, le Premier ministre britannique David Cameron annonce qu'aucun représentant de son gouvernement ne sera présent aux Jeux, en raison des actions russes en Ukraine. Le prince Edward de Wessex, qui devait être présent en raison de ses liens avec l'Association paralympique britannique, se retire de l'événement à la demande du gouvernement. Les autorités précisent que ceci n'affecte pas la participation des athlètes britanniques. Le lendemain, les États-Unis indiquent à leur tour qu'aucun représentant de leur gouvernement ne sera présent aux Jeux, mais que cela n'affecte pas la participation des athlètes américains. La Norvège fait de même, son gouvernement évoquant « la crise la plus grave entre l’Occident et la Russie depuis la fin de la Guerre froide ». Les gouvernements allemand, canadien et français décident également de ne pas envoyer de représentant.
Quant à l'Ukraine, son ministre des Sports Dmitry Bulatov annule sa visite à Sotchi pour les Jeux, tandis que la porte-parole du Comité paralympique ukrainien le 4 mars donne deux jours à la Russie pour retirer ses troupes de Crimée, faute de quoi -dit-elle- les athlètes ukrainiens boycotteraient les Jeux : « Nous ne participerons pas aux Jeux organisés par un pays qui a attaqué notre pays ». Le lendemain, Philip Craven, le président du Comité international paralympique, s'entretient longuement avec les responsables du Comité paralympique ukrainien. Les Ukrainiens décident finalement de participer, mais leurs athlètes boycottent la parade des athlètes lors de la cérémonie d'ouverture ; leur porte-drapeau Mykailo Tkachenko y est le seul présent.